# Wigger
Il fiume Wigger è un fiume svizzero lungo circa 41 chilometri, nasce nei pressi di Napf dall'unione dei fiumi Enziwigger e Buechwigger e si conclude affluendo nell'Aar nei pressi di Rothrist.
Il fiume costeggia l'Autostrada A2 nei pressi di Dagmersellen.

## Galleria d'immagini

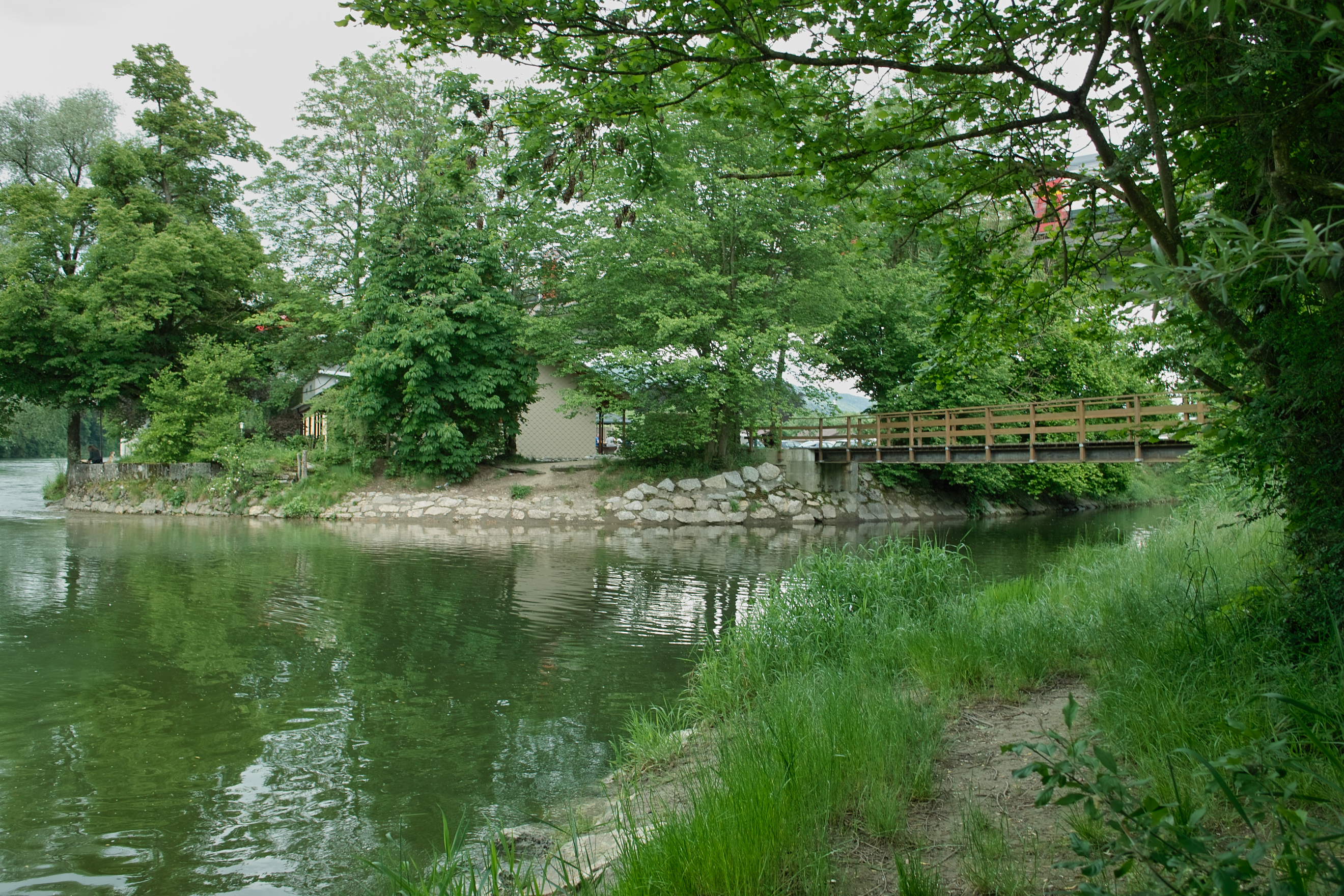
Il Wigger nei pressi di Aarburg

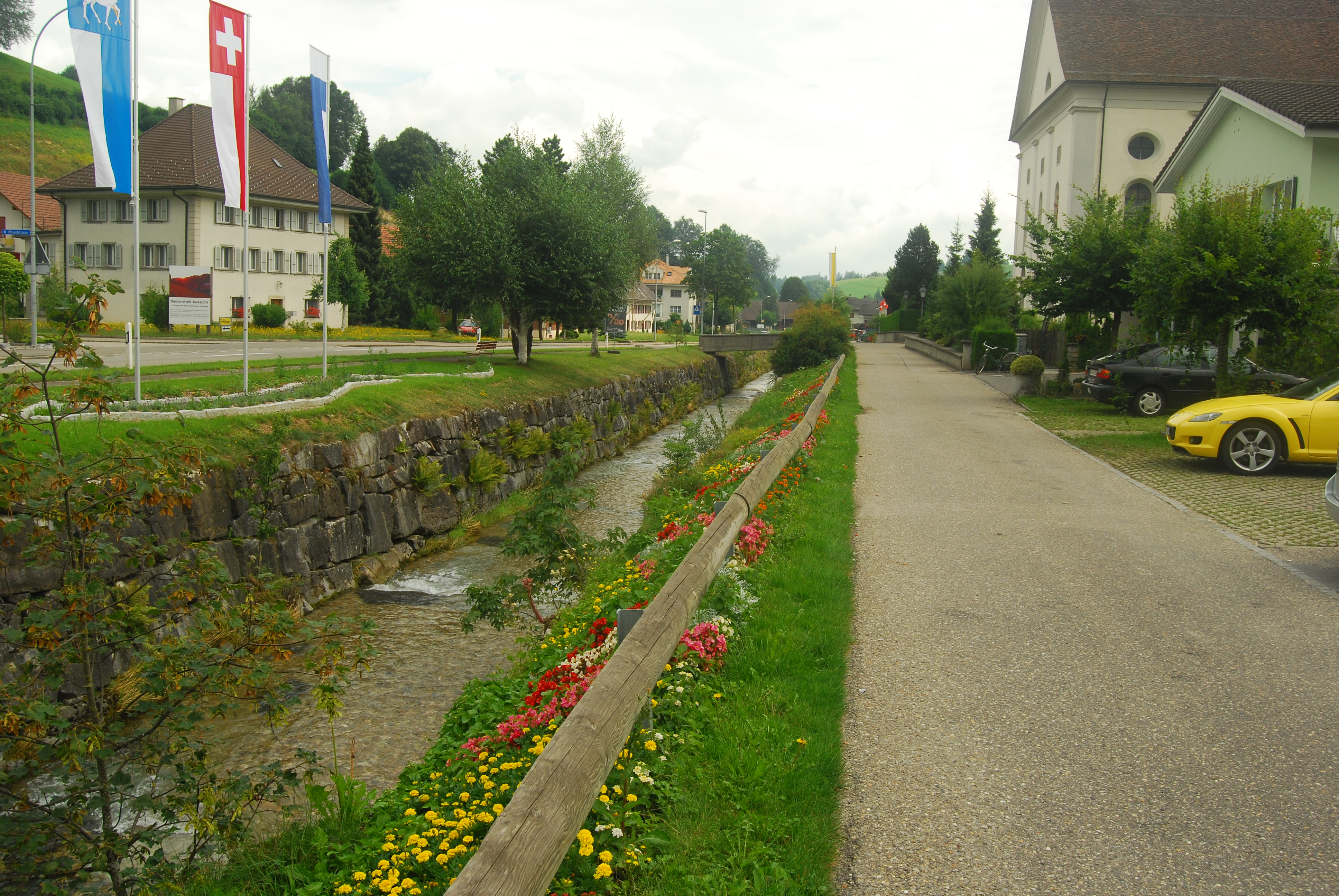
L'Enziwigger nei pressi di Hergiswil